# Article 301 du code pénal turc

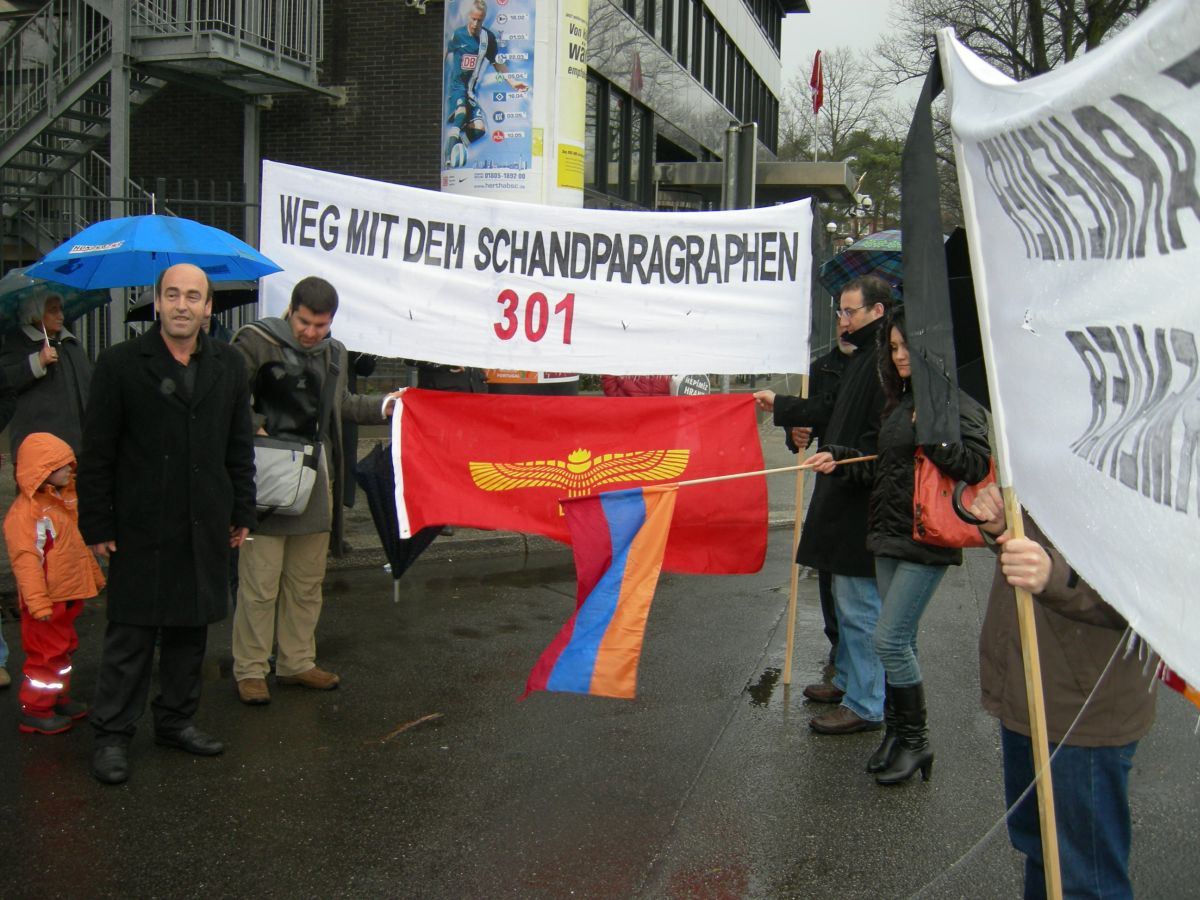
Manifestation contre l'article 301 devant l'ambassade de Turquie en Allemagne.

L’article 301 est un article controversé du code pénal turc rendant illégal d'insulter la Turquie, l'identité turque ou les institutions turques. Il est entré en application le 1er juin 2005 et fut introduit au sein d'une réforme de la loi pénale préalable à l'ouverture des négociations en vue de l'adhésion de la Turquie à l'Union européenne pour amener la Turquie au niveau des exigences européennes,.

## Contenu
Selon le texte du 29 avril 2008, la loi établit que :
- Le dénigrement public de la nation turque, de l’État de la République Turque ou de la Grande Assemblée Nationale Turque et des institutions juridiques de l’État sera puni de six mois à deux ans d’emprisonnement.
- Le dénigrement de l’armée et des organisations de police de l’État recevra la même peine.
- L’expression d’une pensée à visée critique ne constitue pas un délit.
- Les inculpations au nom de cet article doivent recevoir l’approbation du ministre de la Justice.

## Cas célèbres

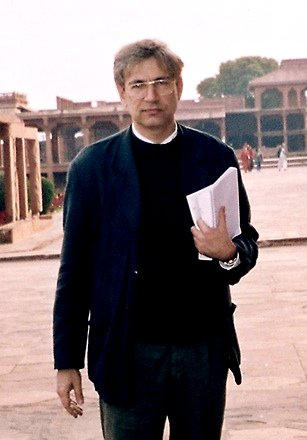
L'écrivain Turc Orhan Pamuk est passé en jugement pour ses déclarations à propos du Génocide arménien.

L'Union européenne était spécialement critique envers cette loi lorsqu'en septembre 2005, le romancier Orhan Pamuk fit l'objet d'un procès à la suite de commentaires sur le génocide arménien reconnaissant la mort de 30 000 Kurdes et un million d'Arméniens.
Le commissaire européen à l'élargissement Olli Rehn et les membres du Parlement européen qualifièrent alors ce cas de « regrettable », « malheureux » et « inacceptable ». Après que l'affaire eut été abandonnée quatre mois plus tard, le 22 janvier 2006, le ministre des Affaires étrangères turc Abdullah Gül indiqua que la Turquie pourrait abroger ou modifier l'article 301, établissant que « il peut y avoir besoin d'une nouvelle loi ». En septembre 2006, le Parlement européen appela à l'abolition des lois, tel l'article 301, « qui menace les normes européennes de liberté d'expression ».
Kemal Kerinçsiz (en), un avocat ultra-nationaliste, et d'autres membres de la Büyük Hukukçular Birliği (Grande Union des Juristes) menée par Kerinçsiz, « était derrière presque tous les procès [liés à l'article 301] ». En janvier 2008, Kerinçsiz a été arrêté pour avoir participé à une organisation ultra-nationaliste clandestine, Ergenekon, qui était prétendument impliquée dans les attaques du Conseil d'État turc et du journal Cumhuriyet, dans l'assassinat de plusieurs missionnaires chrétiens et du journaliste arméno-turc Hrant Dink (lui-même poursuivi sous le coup de l'article 301), ainsi que dans le complot visant à assassiner Orhan Pamuk, devenu lauréat du prix Nobel le 12 octobre 2006,.

## Évolution de la loi depuis sa mise en place
Dans sa version initiale (traduction Amnesty International) la loi disposait que :
- Le dénigrement public de l’identité turque, de la République ou de la Grande Assemblée nationale turque sera puni de six mois à trois ans d’emprisonnement.
- Le dénigrement public du gouvernement de la République de Turquie, des institutions judiciaires de l’État, des structures militaires ou sécuritaires, sera puni de six mois à deux ans d’emprisonnement.
- Dans les cas où le dénigrement de l’identité turque sera commis par un citoyen turc dans un autre pays, la peine sera accrue d’un tiers.
- L’expression d’une pensée à visée critique ne constitue pas un délit.

Le 30 avril 2008, le parlement réforma l'article 301 car le dénigrement de « l'identité turque » se révélait une notion jugée juridiquement trop floue. D'après cette réforme, insulter explicitement la « nation turque », plutôt que la « turquitude », est un crime et la peine maximum a été réduite à deux ans de prison (trois ans auparavant). Le nouveau texte réprime les insultes visant « la nation turque », après autorisation préalable du ministre de la Justice. Cette réforme était réclamée par la Commission européenne depuis 2005, notamment depuis l'affaire Orhan Pamuk.  Selon le ministère de la Justice, 1 189 personnes ont été poursuivies à ce titre pendant le seul premier trimestre 2007. Néanmoins, cet article et deux autres, le 216 et le 305, restent controversés dans le domaine de la liberté d'expression.

## Sources